# 松尾晃雅
松尾 晃雅（まつお てるまさ、1981年11月10日 - ）は、愛知県知立市出身の元プロ野球選手（投手）。

## 来歴・人物

### プロ入り前
刈谷高時代は、2年時の県ベスト8が最高。卒業後は大阪教育大学へ進学。大学時代は、通算19勝を挙げる活躍をした。高校3年の時に母子家庭となり、大学時代はアルバイトで生活費をまかなっていたという。

### 独立リーグ・香川時代
大学卒業前には一般企業への就職が決まっていたが、「母を楽にさせたい」という理由でプロ入りを志願。
2004年10月に行われたアメリカ・独立リーグの入団テストに合格したが、四国アイランドリーグ創設の話を知り、日本でのプレーを希望した。2004年12月に行われた四国アイランドリーグのトライアウトを受験して合格。2005年に香川オリーブガイナーズに入団した。
入団1年目は抑え投手として防御率1.30を記録し、最優秀防御率のタイトルを獲得。
入団2年目の2006年は先発投手に転向して11勝を挙げ、チームの総合優勝に貢献した。同年のNPBのドラフト会議で指名を受けられず、退団する意向であったが、再度のチャレンジを目指して2007年のシーズンも引き続きチームに残留した。
2007年は前年に引き続き先発を中心に起用され、15勝で最多勝利、159奪三振で最多奪三振の二冠を獲得。チームの年間完全優勝（前後期および年間チャンピオンシップ）を支え、リーグの年間MVPに選ばれた。2007年もドラフト指名候補として名前を挙げられていたが、前年に続いて指名されなかった。アイランドリーグでは同僚の堂上隼人らとともに人気選手の一人であった。

### レッドソックス傘下時代
2008年3月29日にボストン・レッドソックスとマイナー契約を結び、4月1日に渡米。1Aのグリーンビル・ドライブへの所属が決まった。四国・九州アイランドリーグからメジャーリーグ機構に所属する球団に進む最初の選手となった。香川での登板は、3月28日のリーグトーナメント「阿南市長杯」1回戦の対福岡レッドワーブラーズ戦（7回1被安打で勝利投手）が最後となった。
4月13日に先発でグリーンビルでのデビューを果たし、4回を投げ2安打3四球5奪三振1失点という内容だった。その後4月中は日米の使用球の違いなどに苦しんだが、5月14日の試合で7回までを被安打1に抑え、渡米後初勝利をあげた。8月のシーズン終了まで27試合に登板して7勝5敗、防御率4.12であった。後半は課題であった四死球が減少し内容が安定した。
シーズン終了後、同じレッドソックス傘下1Aアドバンスのランカスター・ジェットホークスが出場するプレーオフに選手として招集された。地区プレーオフ5試合では登板機会がなく、勝ち上がったリーグチャンピオンシリーズ第1戦に先発、3回1/3で5失点であったが勝敗は付かなかった。チームはリーグチャンピオンシリーズには敗退した。シリーズ終了後、日本に帰国。

### 日本球界復帰・引退
2008年9月20日、古巣の香川の本拠地である香川県営野球場で四国・九州アイランドリーグの試合前の挨拶と記者会見をおこなった。会見では、すべてにおいてきつかったが投球の幅が広がって行ってよかったとアメリカでの体験を語り、NPBのドラフト会議での指名を目指して香川と一時契約を結んで練習に参加し、教育リーグのフェニックスリーグにもアイランドリーグの一員として参加することを明らかにした。
松尾は9月24日から10月31日までの間、レッドソックスの了解を得た上で香川にスポット加入することとなった。香川と愛媛マンダリンパイレーツとの間で開催されたリーグチャンピオンシップにも出場選手として登録され、全3試合とも試合終盤に1イニングずつ登板した。さらに、富山サンダーバーズとの間で開催されたグランドチャンピオンシップでも全試合で終盤に登板。第4戦では味方の失策等もあり敗戦投手となるが、第5戦では7回から相手を無失点に抑え、香川のシリーズ連覇を導いた。2008年10月30日のドラフト会議では、前年に続いて指名はなかった。
2009年2月12日、香川オリーブガイナーズ球団を通じて、前年シーズン限りでの現役引退を発表した。引退発表の中で、四国コカ・コーラボトリングに入社することを表明した。この転身は地域貢献活動にも熱心に取り組んでいたことが企業側から評価されてのもので、アイランドリーグ選手が引退して転身するモデルケースになったと評されている。
2014年6月15日に、アイランドリーグ10年目を記念して開催された香川対徳島のOB戦に出場、6年ぶりにマウンドに立った。

## プレースタイル
MAX150km/hのストレートとキレ味鋭いスライダー、落差のあるカーブなどを武器に、三振の取れる速球派投手である。

## 詳細情報

### 年度別投手成績
四国・九州アイランドリーグ
| 年度      | 球団      | 登 板 | 完 封 | 勝 利 | 敗 戦 | セ 丨 ブ | 勝 率 | 投 球 回 | 与 四 球 | 与 死 球 | 奪 三 振 | 自 責 点 | 防 御 率 |
| --------- | --------- | ----- | ----- | ----- | ----- | -------- | ----- | -------- | -------- | -------- | -------- | -------- | -------- |
| 2005      | 香川      | 44    | 2     | 3     | 2     | 14       | .600  | 90.0     | 16       | 3        | 105      | 13       | 1.30     |
| 2006      | 香川      | 35    | 3     | 11    | 2     | 4        | .846  | 138.1    | 42       | 5        | 134      | 28       | 1.82     |
| 2007      | 香川      | 30    | 1     | 15    | 3     | 0        | .833  | 152.0    | 69       | 3        | 159      | 29       | 1.73     |
| 通算：3年 | 通算：3年 | 109   | 6     | 29    | 7     | 18       | .806  | 380.1    | 127      | 11       | 398      | 70       | 1.66     |

- 各年度の太字はリーグ最高

グリーンヒル・ドライブ（米マイナー）
- 27試合、7勝5敗0セーブ、137回2/3投球回、防御率4.12、135奪三振

### 背番号
- 30 （2005年 - 2008年）

### タイトル
- 2005年：最優秀防御率
- 2007年：最多勝、最多奪三振